# Katie Umback
Katie Umback (nascida em 20 de agosto de 1973) é uma cavaleira paralímpica australiana. Representou a Austrália nos Jogos Paralímpicos de Verão de 2016 no Rio de Janeiro, onde terminou em oitavo lugar na prova classificatória do adestramento individual e por equipes – grau III, em décimo segundo no campeonato individual misto – grau III e foi integrante da equipe australiana que terminou em nono na competição por equipes.

## Detalhes
Umback nasceu no mês de agosto de 1973. Aos 32 anos, foi diagnosticada com esclerose múltipla e, como resultado, passou vários anos em quimioterapia e várias etapas de medicamentos autoimunes. 70 por cento do seu corpo está parcialmente entorpecida e tem menos força nos braços e nas pernas. Atualmente, mora em Bega, no estado da Nova Gales do Sul.